# Kirchlicher Datenschutz
Der Kirchliche Datenschutz umfasst die Datenschutzregeln der Kirchen und religiösen Gemeinschaften in Deutschland. Er basiert einerseits auf dem Bestandsschutz des Art. 91 der Europäischen Datenschutz-Grundverordnung (DSGVO), nach dem Kirchen eigene Datenschutzregelungen auch nach Inkrafttreten der DSGVO in 2018 weiter anwenden können, sofern diese an die Verordnung angepasst wurden, und andererseits auf dem  kirchlichen Selbstbestimmungsrecht, dem Recht der deutschen Kirchen, eigene Rechtsordnungen für ihren Bereich bestimmen zu können.
Außerdem haben diese Institutionen nach Art. 91 Abs. 2 DSGVO die Möglichkeit, eigene unabhängige Datenschutzaufsichtsbehörden einzurichten.

## Geschichtlicher Hintergrund
In der Kirche hat das Persönlichkeitsrecht als Vorläufer des Datenschutzes eine lange Tradition. So wurden bereits 1215 n. Chr. Seelsorge- und Beichtgeheimnis im Kirchenrecht schriftlich verankert. Heute schützt beispielsweise für den Bereich der römisch-katholischen Kirche das weltweit gültige kirchliche Gesetzbuch Codex Iuris Canonici (CIC) in Canon 220 das Recht auf Schutz der Intimsphäre.
Auch vor Inkrafttreten der EU-Datenschutz-Grundverordnung (DSGVO) galten in Deutschland die Datenschutzgesetze von Bund und Ländern für die öffentlich-rechtlichen Kirchen dann nicht, wenn diese gemäß ihres Selbstbestimmungsrechts eigene Datenschutzordnungen erlassen hatten, wie etwa die Anordnung über den kirchlichen Datenschutz der Katholischen Kirche.
Nach dem Inkrafttreten der DSGVO konnten Kirchen gemäß Art. 91 der DSGVO eigene Datenschutzregelungen dann weiter anwenden, wenn diese mit der Verordnung „in Einklang gebracht“ worden waren. In Deutschland haben sich de facto nur christliche Religionsgemeinschaften eigene Datenschutzgesetze gegeben, während die Verarbeitung personenbezogener Daten durch die anderen Religionsgemeinschaften direkt der DSGVO unterliegt. Teils ist die Geltung von Datenschutzordnungen noch nicht geklärt, wie etwa die der Jüdischen Gemeinde in Frankfurt/Main.

## Regelungen und Geltungsbereiche
In Deutschland haben unter anderen die Römisch-Katholische Kirche, die Evangelische Kirche und die Zeugen Jehovas eigene kirchliche Gesetze über den Datenschutz erlassen.
Entsprechend gelten bei anderen Religionsgemeinschaften Datenschutzordnungen, wie etwa bei der Alt-Katholischen Kirche, dem Bund freikirchlicher Pfingstgemeinden und dem Bund evangelisch freikirchlicher Gemeinden.
Für weitere Glaubensgemeinschaften in Deutschland können im Einzelfall unterschiedliche Datenschutzregelungen gelten, die alle an die DSGVO angepasst sein müssen.
Auch die Datenverarbeitung durch privatrechtlich organisierte Einrichtungen der Kirchen fällt unter den kirchlichen Datenschutz, wenn es sich um kirchliche Aufgaben handelt. Allerdings unterliegen die rein wirtschaftlichen Organisationen der Kirchen nicht den jeweiligen kirchlichen Datenschutzregelungen, sondern direkt der DSGVO.
Die Gesetze der Evangelischen Kirche und der Katholischen Kirche wurden in 2024 evaluiert.

## Datenschutzaufsicht und Rechtsweg
Die Einhaltung der Datenschutzregelungen wird bei den deutschen Religionsgemeinschaften nicht von den Aufsichtsbehörden des Bundes und der Länder kontrolliert, sofern sie eigene Datenschutzaufsichtsinstitutionen gemäß Art. 91 Abs. 2 DSGVO eingerichtet haben. Je eine Aufsicht haben die Evangelische Kirche und das Katholische Bistum der Alt-Katholiken; die Römisch-Katholischen Bistümer haben insgesamt fünf Diözesandatenschutzbeauftragte mit regionalen Zuständigkeiten, außerdem gibt es drei deutsche Ordensdatenschutzbeauftragte, die für je ca. 80 Ordensgemeinschaften päpstlichen Rechts zuständig sind.
Die allgemeine staatliche Datenschutzaufsicht ist dagegen zuständig für Religionsgemeinschaften, die keine eigene Aufsicht nach Art. 91 Abs. 2 DSGVO eingerichtet haben.
Außerdem gibt es für Datenschutzangelegenheiten einen eigenen kirchlichen Rechtsweg, der grundsätzlich ausgeschöpft werden muss, bevor sich ein staatliches Gericht mit dem Fall befasst. Im Individualarbeitsrecht und bei der Durchsetzung von Schadensersatzansprüchen wenden dagegen staatliche Gerichte kirchliches Datenschutzrecht an.

## Weitere Unterschiede zur DSGVO
Einige Unterschiede zwischen den kirchlichen Datenschutzregeln und der DSGVO sind substanziell. So muss nach dem Katholischen Datenschutzgesetz die Einwilligung grundsätzlich in Schriftform erfolgen und das Datenschutzgesetz der Evangelischen Kirche enthält besondere Regelungen zur Aufarbeitung sexualisierter Gewalt. Dort gibt es auch eine sprachliche Änderung, denn der Datenschutzbeauftragte wird der „örtlich Beauftragte für den Datenschutz“ genannt. Zudem ist das Datenschutzrecht der Neu-Apostolischen Kirche komplett anders aufgebaut als die DSGVO.